# Први уједињени фронт
Први уједињени фронт (поједностављени кинески: 联俄容共; буквално Савез са Русијом и укључење кинеских комуниста), такође познат као Савез КМТ-КПК, Куоминтанга (КМТ) и Комунистичке партије Кине, формиран је 1924. као савез за окончање владавине господара рата у Кини. Заједно су формирали Националну револуционарну армију и кренули 1926. у Северну експедицију. Чланови КПК су се придруживали КМТ-у као појединци, користећи бројчану супериорност КМТ-а да допринесу у ширењу комунизма. КМТ је, с друге стране, желео да контролише комунисте изнутра. Обе странке су имале своје циљеве и Фронт је био неодржив. Године 1927, вођа КМТ-а Чанг Кај Шек је очистио комунисте из фронта док је Северна експедиција још била напола завршена. Ово је покренуло грађански рат између две странке који је трајао све до формирања Другог уједињеног фронта 1936. године ради припреме за надолазећи Други кинеско-јапански рат.

## Позадина

### Утицај руске револуције
Иако кинески посматрачи у почетку нису у потпуности препознали њен значај, Октобарска револуција ће на крају имати дубок утицај на Кину. Реакција Сун Јат-сена и Куоминтанга на вест била је одмах позитивна. Сун Јат-сен је Владимира Лењина назвао „великим човеком“ и наговестио да жели да следи исти пут који је Лењин имао. Међутим, ово је било необично. Другим кинеским радикалима, као што су Чен Дусју и Ли Дажао, требало је времена све до краја Првог светског рата да би ценили радикални одмак бољшевика од Фебруарске револуције. Тек су се од почетка 1920.  уверили у ефикасност овог новог револуционарног и политичког модела и кренули су ка оснивању КП Кине.
Спољна политика новог Совјетског Савеза према Кини такође је била изузетно значајна. Према ортодоксној марксистичкој теорији, земљама попут Кине недостајали су материјални услови (као што је велики пролетаријат) за успешан прелаз у социјализам. Међутим, Лењин је у Империјализму, највишем степену капитализма, тврдио да је капитализам почетком двадесетог века постао зависан од империјалистичке експлоатације трећег света. Антиимперијалистички покрети су имали потенцијал да дестабилизују светски капиталистички систем и на тај начин могли су да убрзају револуцију тамо где су материјални услови били прави. Дакле, рани совјетски став о Кини био је супротан социјалистичкој револуцији — у Манифесту Сун-Јофе, они су се формално сложили да Кина није спремна за „совјетски систем“. Али они су настојали да подстакну антиимперијалистички покрет који је укључивао и „буржоаске националисте“ и радничку класу. Манифестом Сун-Јофе започео је период обимне помоћи Сун Јат-сену и његовом покрету. Совјетски саветници су помогли Суну да реорганизује Куоминтанг по лењинистичким линијама, чинећи странку знатно ефикаснијом. Основали су војну академију Вампоа, као и цивилни универзитет за образовање КМТ кадрова.

## Успон Куоминтанга
За време владавине господара рата по Кини, Сун Јат-сен је одржавао идеју уједињене кинеске републике живом. Његов циљ је био да успостави супарничку владу у Гуангџоуу, на југу Кине, и одатле да се бори против војсковођа на северу и њихове владе у Беијангу. По повратку из егзила 1917. Сун је оживео своју забрањену националистичку странку Куоминтанг, али јој је овога пута дао ново име, Куоминтанг Кине. Његов план је био да након победе над ратним вођама, партија води Кину док земља не буде спремна да пређе на демократију.
Супарничка влада коју је предводио Сун, међутим, била је у неповољнијем положају у односу на војсковође са војне тачке гледишта. Упркос његовим захтевима за помоћ са Запада, преко потребна финансијска и оружана подршка никада није стигла у земљу. Током 1920-их, Куоминтанг је на крају добио помоћ од руских бољшевика. Материјална помоћ из совјетске Русије била је довољна за Суна, који је раније показао флексибилност када се радило о промоцији републике. Није имао симпатија према марксизму, нити је видео комунизам као решење за кинеске проблеме. По Суновом мишљењу, Кина није била од богатих и сиромашних; него је то била земља сиромашних и сиромашнијих. Смернице Куоминтанга биле су засноване на Суновим „Три народна принципа“: национализам, демократија и живот људи (социјализам).
Куоминтанг је постепено постао моћна и дисциплинована партија под руским вођством. Одлучујући фактор је била помоћ бољшевика Куоминтангу у формирању сопствене армије, Националне револуционарне армије. За обуку војске у близини Гуангџоуа основана је војна академија Вампоа. За његовог директора, Сун је именовао свог верног присталица Чанг Кај Шека. Финансијски, војна академија Вампоа радила је уз подршку Совјетског Савеза. Квалитет образовања био је гарантован редовним посећивањем руских официра. Многи од вођа и Куоминтанга и КПК су дипломирали на академији — главни командант Народноослободилачке армије, Лин Бјао, дипломирао је у Вампои, као и Џоу Енлај, који је касније постао премијер НР Кине.

## Распад фронта
Први уједињени фронт је формиран како би се КМТ и КПК удружили да ојачају Кину. Првобитни циљ је био да се помогне да се победи претња војсковођа (кроз Северну експедицију 1926–1928), али обе стране су заправо имале скривене мотиве са овим савезом. КПК ју је формирала углавном да би могла да шири комунизам унутар КМТ-а и њених чланова, док је Чангов циљ био да контролише Комунистичку партију изнутра. Он је био и главни разлог због којег је на крају дошло до распада Првог уједињеног фронта. Након чишћења комуниста и совјетских саветника из Вампое и његове националистичке војске током „кантонског пуча“ 1926. и након низа штрајкова наоружаних радника 1926. године, које је организовао Џоу Енлај 1927. Чанг је одлучио да побије велики број комунистичких снага средином 1927. године, догађај познат као Шангајски масакр. Масакр се догодио отприлике на половини Северне експедиције, што је на крају уништило Први уједињени фронт и резултовало почетком Кинеског грађанског рата. Грађански рат је касније одложен када су две стране формирале Други уједињени фронт за борбу против Јапанаца у Другом кинеско-јапанском рату.